# 銘伝大学
銘伝大学（めいでんだいがく、銘傳大學、Ming Chuan University）は、台湾台北市にある私立総合大学。当初は女子商業高校であったものが、後に大学に昇格した。コミュニケーション学部とデザイン学部が有名であり、女子アナウンサーが輩出している。

## キャンパス
- 台北キャンパス
- 桃園キャンパス
- 金門キャンパス

## 歴史
| 年     | 月日    | 事跡 |
| ------ | ------- | --- |
| 1957年 | -       | 3年制高等教育機関「銘伝女子商業専科学校」として開校                                                              |
| 1963年 | -       | 夜間部を開設 銀行保険科、会計統計科、国際貿易科、企業管理科を設置                                                |
| 1964年 | -       | 全日部に商業数学科を設置 夜間部に商業文書科を設置 五年制専門課程（銀行保険、会計統計、企業管理、商業文書）を設置 |
| 1966年 | -       | 商業デザイン科を設置                                                                                             |
| 1967年 | -       | 国際貿易科を設置                                                                                                 |
| 1968年 | -       | 全日部に観光事業科を設置                                                                                         |
| 1969年 | -       | |
| 1970年 | -       | 夜間部に観光事業科を設置                                                                                         |
| 1971年 | -       | 5年制専門課程に観光事業科、電子資料処理科を設置 夜間部に電子資料処理科を設置                                     |
| 1980年 | -       | 全日部、夜間部、5年制専門課程に大衆コミュニケーション科を設置                                                    |
| 1990年 | 7月16日 | 4年制大学「銘伝管理学院」に改編 男女共学となる                                                                   |
| 1993年 | 8月     | 桃園キャンパスが完成                                                                                             |
| 1997年 | 8月1日  | 「銘伝大学」と改称                                                                                               |
| 1998年 | 2月28日 | 離島教育のため「金門分部」キャンパスを設置                                                                       |

## 組織

### 台北キャンパス
- 管理学部
  - 管理研究所
  - 国際企業学科/大学院
  - 会計学科/大学院
  - リスク管理保険学科/大学院
  - 企業管理学科
  - 応用統計情報学科/大学院
  - 経済学科/大学院
  - 財務金融学科/大学院

- コミュニケーション学部
  - テレビ放送学科
  - 新聞学科
  - 広告学科
  - デジタル情報コミュニケーション学科
  - コミュニケーション管理研究所

- 法学部
  - 法律学科/大学院
  - 化学技術法律学科/大学院
  - 財金法律学科

- 国際学部
  - ニュースとマスコミ学士号プログラム
  - 国際エンタープライズ学士号プログラム

### 桃園キャンパス
- 情報学部
  - 情報管理学科/大学院
  - 情報コミュニケーション工学系/大学院
  - 情報工学科/大学院
  - 電脳与通訊工程学系
  - 電子工学科

- 観光学部
  - 観光事業学科/大学院
  - レジャー管理学科
  - 旅行外食業管理学科

- 言語学部
  - 応用中国文学科/大学院
  - 応用英語学科/大学院
  - 応用日本語学科/大学院
  - 英語教育コース

- 国際学部
  - 旅行と観光学位プログラム
  - 情報の科学と技術学位プログラム

- デザイン学部
  - 商業デザイン学科/大学院
  - 商品デザイン学科/大学院
  - デジタルメディアデザイン学科
  - 都市計画防災学科
  - 建築学科
  - メディア空間デザイン研究所
  - 設計管理研究所
  - 設計創作研究所

- 社会科学部
  - 公共事務学科/大学院
  - 教育心理学カウンセラー学科
  - 防犯学系/大学院
  - 教育研究所
  - 国家発展両岸関係研究所

- 健康科学技術学部
  - バイオテクノロジー学科
  - 医療情報管理学科
  - 生物医学工学科

言語センター
- 英語教育コース
- 中国語トレーニングセンター

養成センター
- CISCO

教職養成センター
教養教育センター

## スポーツ・サークル・伝統
サッカー部は、台湾の最高峰サッカーリーグであるインターシティフットボールリーグに所属している。